# マリオ・ジュロヴスキー
マリオ・ジュロヴスキー（Mario Gjurovski, Mario Đurovski、1985年12月11日 - ）は、ユーゴスラビア社会主義連邦共和国・ベオグラード出身の元北マケドニア代表サッカー選手、現サッカー指導者。ポジションはミッドフィールダー。
父のミルコと伯父のボスコは共に元ユーゴスラビア代表、マケドニア代表。ボスコは名古屋グランパスや京都サンガF.C.でコーチ・監督を務めたことでも知られる。

## 経歴

### 選手
セルビアのクラブを渡り歩き、ウクライナのFCメタルルフ・ドネツィクを経て2012年にムアントン・ユナイテッドFCに加入。2016年1月、自由移籍でバンコク・ユナイテッドFCに加入し2シーズン在籍。2018年シーズンはバンコク・グラスでプレーした。2018年11月28日、古巣のムアントン・ユナイテッドに復帰したが、2019年6月27日に退団して以降は無所属となっている。タイ・リーグ1では7年間で197試合に出場して93ゴールを記録している。

### 指導者
2020年10月19日、アレシャンドレ・ガマの後任としてムアントン・ユナイテッドの監督に就任。2021年6月21日、ムアントンとの契約を3年延長した。

## タイトル

### クラブ
ムアントン・ユナイテッドFC
- タイ・プレミアリーグ：1回 (2012)